# Rimae Fresnel
Le Rimae Fresnel sono una struttura geologica della superficie della Luna.